# Michal Pavlíček
Michal Pavlíček (* 14. února 1956 Praha) je český hudební skladatel, kytarista, zpěvák, textař a producent. Je znám jako autor introvertních rockových opusů,[ujasnit] stejně jako melodicky silných působivých balad. Je považován za jednoho z nejlepších českých kytaristů a je držitelem řady vítězství a ocenění v odborných anketách.

## Dílo
Vstup čerstvého absolventa Filmové fakulty AMU na muzikantskou scénu v polovině sedmdesátých let 20. století byl součástí širšího průlomu do hudební strnulosti normalizace. Jeho kytarová virtuozita a skladatelská invence vnesly do tehdejší československé hudební scény nejen srozumitelný rejstřík stylového vyjádření rockového undergroundu, ale také preciznost instrumentace a osobitost interpretace. V tomto směru bylo nejvýznamnějším jeho působení v legendárním Pražském výběru, který kromě muzikantské originality přinášel texty odrážející nálady a pnutí v neoficiální a neloajální kultuře.
Je výraznou osobností a spolutvůrcem Pražského Výběru. Je zakladatelem a autorem hudby skupin Stromboli, Big Heads. Od roku 1992 působí ve formaci BSP (Balage–Střihavka–Pavlíček), pro kterou v devadesátých letech napsal svoji nejznámější skladbu Země vzdálená. Ta se stala podle divácké ankety televize Óčko Star a serveru iDnes.cz největším českým porevolučním hitem.
Jako autor a interpret se podílel na albech předních českých interpretů, jako jsou Bára Basiková, Zuzana Michnová, Monika Načeva, Jana Koubková, Kamil Střihavka, Daniel Hůlka, Richard Müller a dalších.
Michal Pavlíček složil hudbu k mnoha divadelním představením – např. k Drábkovým Akvabelám, Maeterlinckovu Velice modrému ptáku nebo Čechovovu Višňovému sadu uvedeném v Divadle na Vinohradech aj. Byl několikrát nominován na Cenu Alfréda Radoka.
Napsal hudbu k mnoha televizním inscenacím a seriálům (např. Místo v životě, Cesty domů, Život je ples aj.), k celovečerním filmům (např. Proč?, Na půdě aneb kdo má dneska narozeniny nebo Odcházení). Za hudbu k filmu Odcházení Václava Havla byl nominován na Českého lva 2011. Je autorem symfonických baletů (např. Zvláštní radost žít, Kráska a zvíře nebo Malý princ – Slovenské národní divadlo). Složil hudbu pro Laternu magiku Minotaurus a Hádanky, k muzikálům Klaun, Excalibur, Obraz Doriana Graye a Dáma s kaméliemi.
Jako skladatel působí i na zahraniční scéně. Napsal symfonickou hudbu k pěti dílům britského historického seriálu BBC Červený Bedrník, k televiznímu seriálu Outlaw a je jedním z autorů hudby britského fantasy seriálu BBC Merlin/IV serie/. Za hudbu k seriálu Červený bedrník byl v roce 2000 nominován na cenu za hudbu na televizním festivalu v Birminghamu.
Byl také spoluautorem a protagonistou hudebních pořadů České televize Na Kloboučku.
Příležitostně vystupuje s velkými orchestrálními tělesy, jako např. se symfonickým orchestrem Českého rozhlasu, Pražské konzervatoře (2006 O2 Arena, 2010 Rudolfinum, 2016 Smetanova síň Obecního domu).
Jako autor vydal přes 70 nosičů CD a DVD (jeho DVD Síň slávy Radia Beat se stalo double-platinové a získalo hudební cenu Anděl). V roce 2008 mu vyšla autobiografie Země vzdálené a o osm let později její nové vydání, rozšířené o roky 2008-2015. V roce 2015 obdržel cenu Anděl v kategorii Síň slávy.
V březnu 2024 získal Českého lvaza hudbu k filmu Tancuj Matyldo (2023).

### Diskografie
- No a co – Jana Kratochvílová (1981)
- Horký dech Jany Koubkové, Supraphon, 1983, obsazení: Jana Koubková - zpěv, Michal Pavlíček - kytary, Jiří Hrubeš - bicí[5]
- Diskotéka – F. R. Čech (1983)
- Rány – Zuzana Michnová (1985)
- Hledám dům holubí - EP, hudba ke stejnojmennému filmu, Pavlíček, Kocáb, Čok - Supraphon (1985)
- Bára Basiková (1990)
- Stromboli – Michal Pavlíček (1986)
- Výběr (1987)
- Povídali, že mu hráli – Michael Kocáb (1988)
- Straka v hrsti – Pražský Výběr (1989)
- Shutdown – Stromboli (1989)
- Black Light – Michal Pavlíček a Michael Kocáb (1989)
- Minotaurus – Michal Pavlíček (1990)
- Strange Pleasure Of Living – Michal Pavlíček (1991)
- Imagination – Michal Pavlíček (1992)
- Czech Masters of Rock Guitar/Čeští mistři rockové kytary (1992)
- Viktorie královská – Bára Basiková (1993)
- Adieu C. A. – Pražský Výběr
- BSP – Ota Balage pro Kamila Střihavku za asistence Michala Pavlíčka (1992)
- Big Heads – Michal Pavlíček (1992)
- BSP – Michal Pavlíček pro Kamila Střihavku za asistence Oty Balageho (1994)
- Možnosti tu jsou – Načeva (1994)
- Pražský Výběr komplet (1995)
- Běr – Pražský Výběr (1997)
- Konec velkých prázdnin – Michal Pavlíček (1996)
- Svět se zbláznil – Lenka Filipová (1997)
- Best of Stromboli (1997)
- Symphonic Variations – Michal Pavlíček (1997)
- Tango Ropotámo – Pražský Výběr (1998)
- The Scarlet Pimpernel – Michal Pavlíček (1999)
- Habaděj – Pražský Výběr (1999)
- Stromboli In Quartet (2001)
- Čombió – Michal Pavlíček a Big Heads (2001)
- Zvláštní radost žít II – Michal Pavlíček (2002)
- Woo-doo! – Kamil Střihavka (2002)
- In celebration of freedom (2003)
- Dílem já – Daniel Hůlka (2004)
- Excalibur – Michal Pavlíček (2004)
- Malý princ – Michal Pavlíček (2005)
- Beatová síň slávy – Pražský Výběr (2005)
- Beatová síň slávy – Michal Pavlíček (2006)
- Obraz Doriana Graye – Michal Pavlíček (2006)
- Mami – Načeva, Pavlíček, DJ Five (2007)
- Na křídlech koní – Iva Marešová 999 (2009)
- Srdeční záležitosti – Michal Pavlíček (2010)
- Fiat Lux – Stromboli (2014)
- Sociální síť – Muller, Pavlíček, Horáček (2015)
- Koncertní album – Stromboli (2015)
- Na svahu – Načeva, Pavlíček a Pavel Bořkovec Quartet (2016)
- Merlin (2016)
- Na Václavským Václaváku – Pražský Výběr (2017)
- Kulatiny – Michal Pavlíček (2017)
- Pošli to tam! – Pavlíček, … (2019)
- Jak moc mě znáš – Iva Kubelková (2020)

### Scénická tvorba (celovečerní filmy, televizní filmy a seriály)
- Hledám dům holubí (Pavlíček/Kocáb 1985)
- Proč (1988)
- Nefňukej, veverko! (1988)
- Veverka a kouzelná mušle (1988)
- Devět kruhů pekla (Pavlíček/Kocáb 1988)
- Pražákám, těm je tu hej (Pavlíček/Kocáb 1988)
- Iba deň (1988)
- Nevykláňajte sa z okien (1989)
- Super sen (1989)
- Nemocný bílý slon (1989)
- Popel a hvězdy (1990)
- Ecce konstantia (1992)
- Hudba Expo Sevilla (1992)
- Konec velkých prázdnin (1994)
- Jediná na světe (1995)
- Holčičky na život a na smrt (1997)
- Právo na smrt (1998)
- Červený bedrník (1998–2003)
- Politik a herečka (2000)
- Přepadení (2000)
- Znásilnění (2001)
- Ani svatí, ani andělé (2001)
- Experiment (2001)
- Help for you (2001)
- Svědek (2002)
- Jiný člověk (2002)
- Místo nahoře (2003)
- Hadí tanec (2003)
- Zlatá brána (2004)
- Dobrá čtvrť (2005)
- Živnostník (2005)
- Outlaw (2005)
- Nevlastní bratr (2006)
- V hlavní roli (2007)
- Cesta do Vídně a zpátky (2007)
- Místo v životě (2007)
- Tatínkova holčička (2008)
- Karambol (2008)
- Na vlky železa (2008)
- Divnovlásky (2009)
- Stínu neutečeš (2009)
- Na půdě (2009)
- Dům U Zlatého úsvitu (2009)
- Cesty domů (2010)
- Odcházení (2011)
- Merlin (BBC 2012)
- Život je ples (2012)
- Vánoční hvězda (2012)
- Hasiči (2012)
- Sejít z cesty (2012)
- Špačkovi v síti času (2013)
- Přijde letos Ježíšek? (2013)
- Agava (2016)
- Inspektor Max (2018)
- Ženská na vrcholu (2019)

### Muzikály
- Klaun (1994)
- Excalibur (2003)
- Obraz Doriana Graye (2005)
- Dáma s kaméliemi (2007)

## Ocenění
- Beatová síň slávy rádia Beat (2005)
- Cena OSA za nejúspěšnější hudební dílo v zahraničí (2006)
- Cena Anděl za DVD Beatová síň slávy (2006)
- Cena Břitva za knihu Země vzdálené (2010)
- Nominace na Českého lva za hudbu k filmu Odcházení (2012)
- Cena Anděl - síň slávy (2015)
- Český lev za hudbu k filmu Tancuj Matyldo za rok 2023